# Paracaesio gonzalesi
Paracaesio gonzalesi és una espècie de peix de la família dels lutjànids i de l'ordre dels perciformes.

## Morfologia
- Els mascles poden assolir 42 cm de longitud total.[4][5]

## Hàbitat
És un peix marí de clima tropical que viu entre 140-250 m de fondària.

## Distribució geogràfica
Es troba a Fiji, Vanuatu, Filipines i Tuvalu.

## Ús comercial
Es comercialitza fresc.